# Blekingen
Blekingen var Blekinge Läns Tidnings Veckoupplaga och kom ut under tiden 4 december 1885 till 30 december 1892.
Tidningen trycktes i Länsboktryckeriet med antikva som typsnitt. Utgivningsdag var fredagar och tidningen trycktes med 4 sidor med 4 spalter på satsytan 46 x 28,5 cm  omväxlande med 5 spalter 51,5 x 35,2 cm, 6 spalter. 52,5 x 43 cm och även 7 spalter 64,2 x 49,5 cm. En prenumeration kostade 20 öre för december 1885 och därefter 1 kr. 70 öre per år.
Utgivningsbevis för Blekingen utfärdades för boktryckaren Göte Fredrik Bjurman som var utgivare av Blekinge Läns Tidning 6 november 1885.